# 訃報 1979年2月
訃報 1979年2月（ふほう 1979ねん2がつ）では、1979年（昭和54年）2月中に物故した、又は物故が報じられた人物についてまとめる。

## （1日 - 14日）

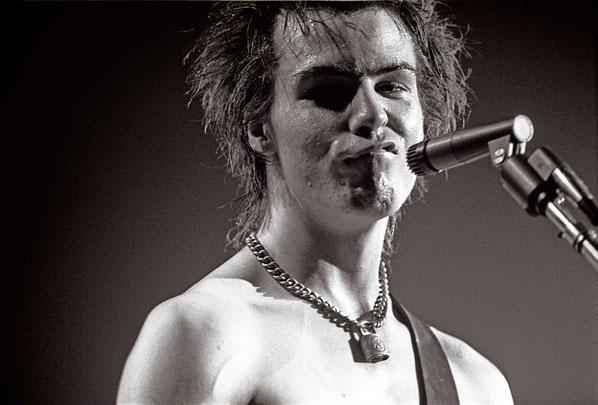
シド・ヴィシャス／2月2日没

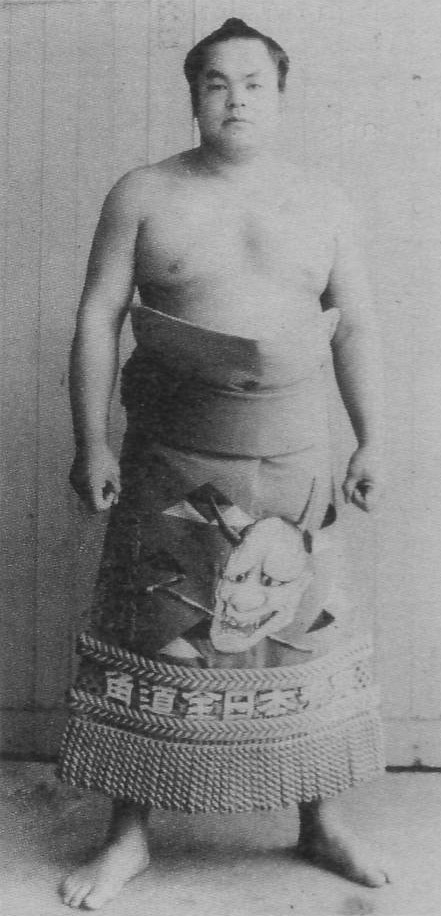
清水川明於／2月5日没

安田章生／2月13日没

- 2月2日 - 原田與作、第6代札幌市市長（* 1900年）
- 2月2日 - 谷口吉郎、建築家（* 1904年）
- 2月2日 - シド・ヴィシャス、ミュージシャン（* 1957年）
- 2月5日 - 清水川明於、大相撲力士（* 1925年）
- 2月8日 - 長野甞一、国文学者（* 1915年）
- 2月8日 - 梅若六郎 (55世)、観世流シテ方能楽師・日本芸術院会員（* 1907年）
- 2月8日 - 鴨田宗一、政治家・実業家（* 1906年）
- 2月10日 - 池辺陽、建築家（* 1920年）
- 2月11日 - 星野敏雄、化学者（* 1899年）
- 2月12日 - 十勝岩豊、大相撲力士（* 1919年）
- 2月13日 - 望月春江、画家（* 1893年）
- 2月13日 - 安田章生、歌人・国文学者・文学博士（* 1917年）
- 2月14日 - 水野亮、フランス文学者・翻訳家（* 1902年）

## （15日 - 28日）

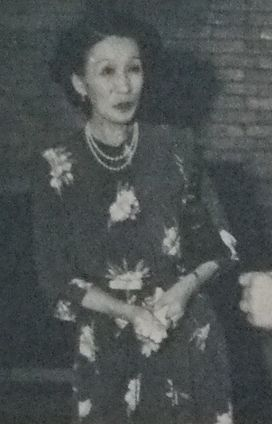
原信子／2月15日没

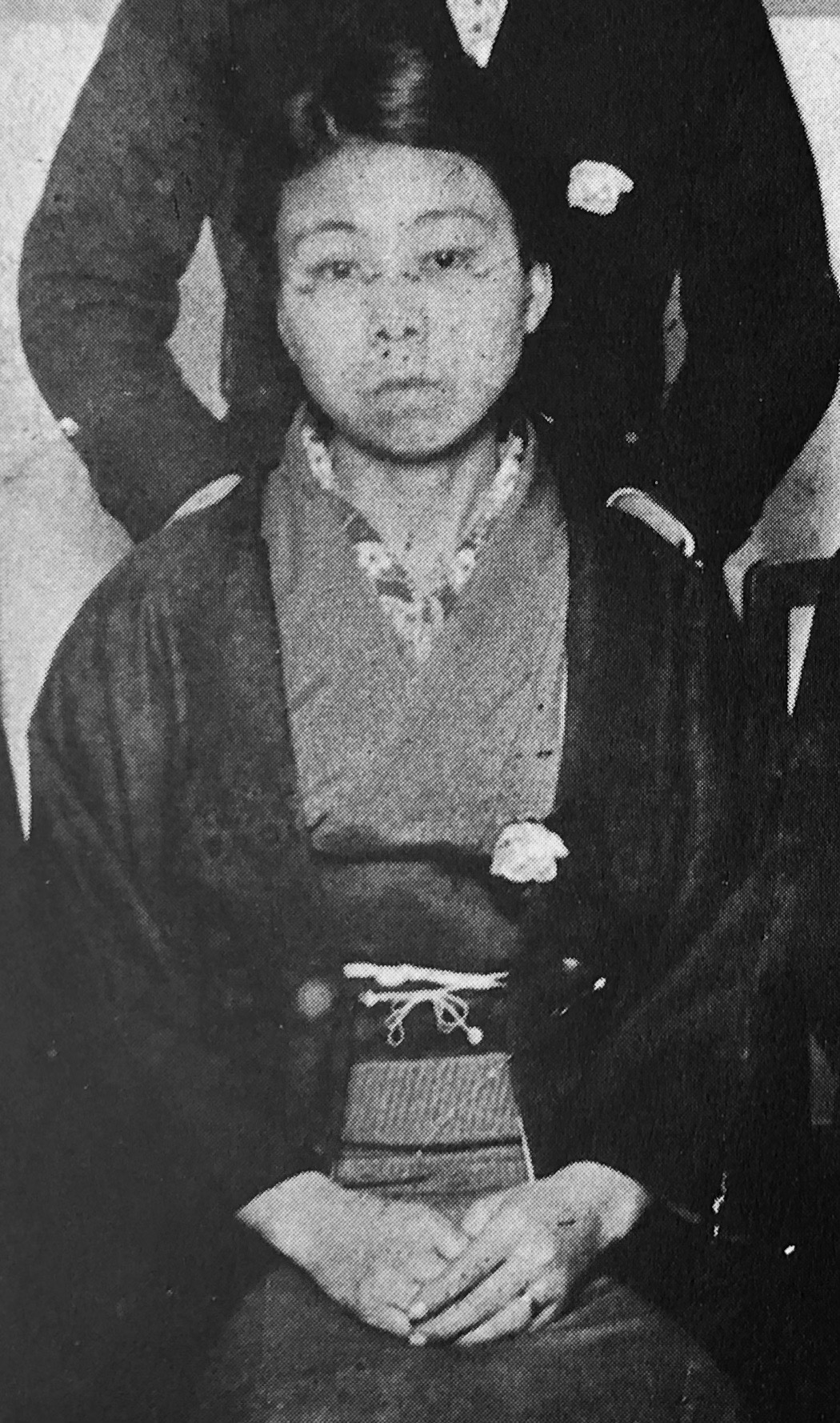
長谷川初音／2月18日没

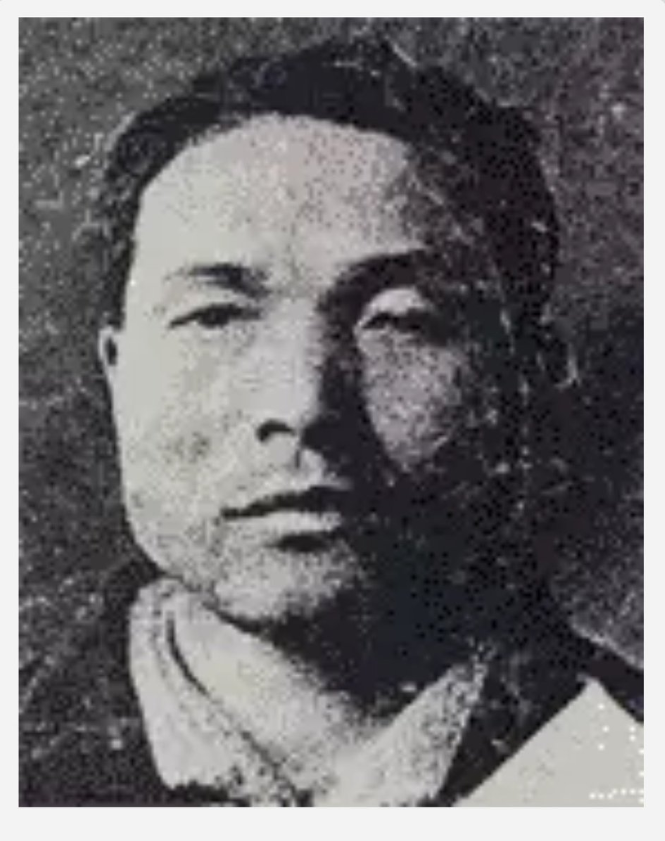
白鳥由栄／2月24日没

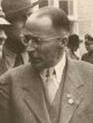
ハインリヒ・フォッケ／2月25日没

- 2月15日 - 原信子、オペラ歌手（* 1893年）
- 2月18日 - 長谷川初音、女性牧師・讃美歌作家（* 1890年）
- 2月21日 - 塚本重蔵、労働運動家・政治家（* 1889年）
- 2月22日 - 富安風生、俳人（* 1885年）
- 2月24日 - 白鳥由栄、元受刑者（* 1907年）
- 2月25日 - ハインリヒ・フォッケ、航空エンジニア（* 1890年）
- 2月26日 - 尾崎豊、政治家（* 1919年）